# Parydra pinguis
Parydra pinguis är en tvåvingeart som först beskrevs av Walker 1853.  Parydra pinguis ingår i släktet Parydra och familjen vattenflugor. Inga underarter finns listade i Catalogue of Life.